# ورزشگاه ماریتیمو
ورزشگاه ماریتیمو (انگلیسی: Estádio do Marítimo) ورزشگاه فوتبال در فونشال، پرتغال است. این ورزشگاه محل برگزاری بازی‌های خانگی باشگاه ورزشی ماریتیمو می‌باشد. گنجایش ورزشگاه ۱۰۹۳۲ نفر می‌باشد.